# Drayton Hall
Drayton Hall è una residenza padronale di piantagione collocata a 24 km da Charleston (Carolina del Sud), nei pressi del fiume Ashley. Essa è un esempio tra i più belli di architettura palladiana in Nord America e unica casa da piantagione presso il fiume Ashley a sopravvivere intatta sia alla Rivoluzione americana, sia alla guerra civile. Attualmente è un National Historic Landmark.

## Storia

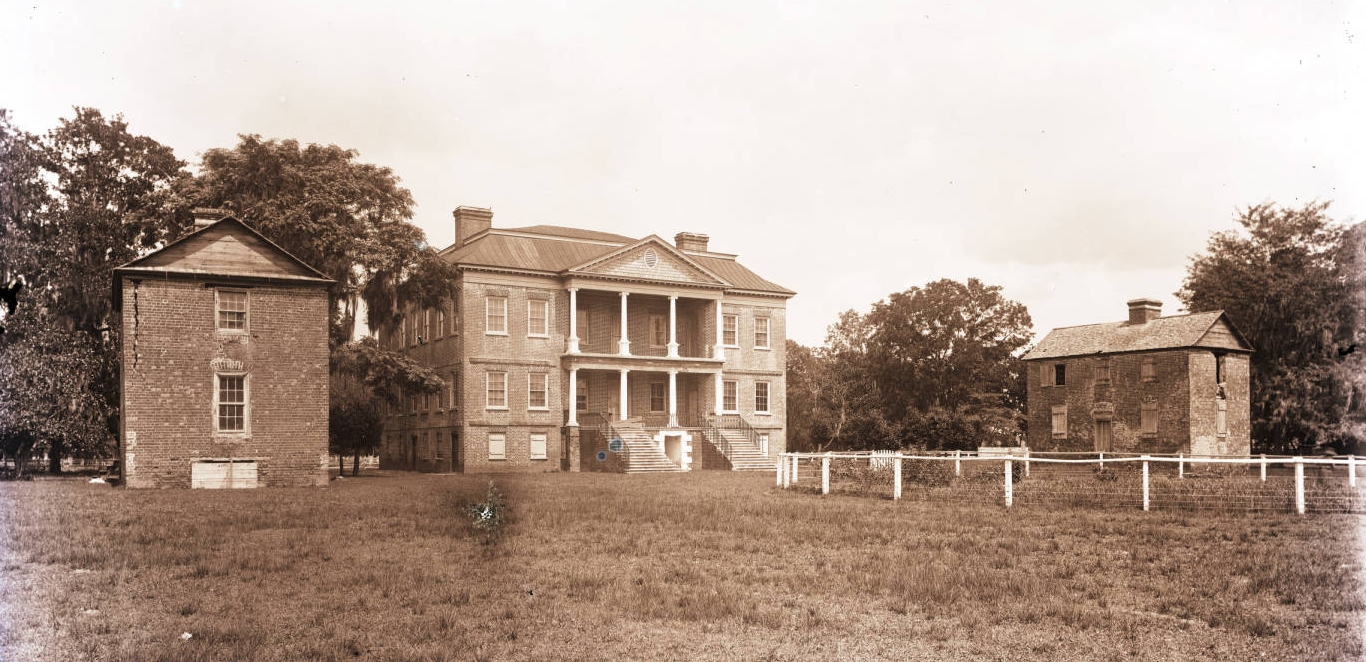
Quando venne fotografata da George LaGrange Cook nel 1890 circa, Drayton Hall aveva ancora le due ali laterali.

La casa venne costruita per il padre di John Drayton, John Drayton Sr. (c. 1715–1779) dopo che questi acquistò la proprietà alla fine degli anni '30 del Settecento. Come terzogenito della famiglia, egli sapeva di non poter ereditare la proprietà paterna oggi nota come Magnolia Plantation and Gardens.

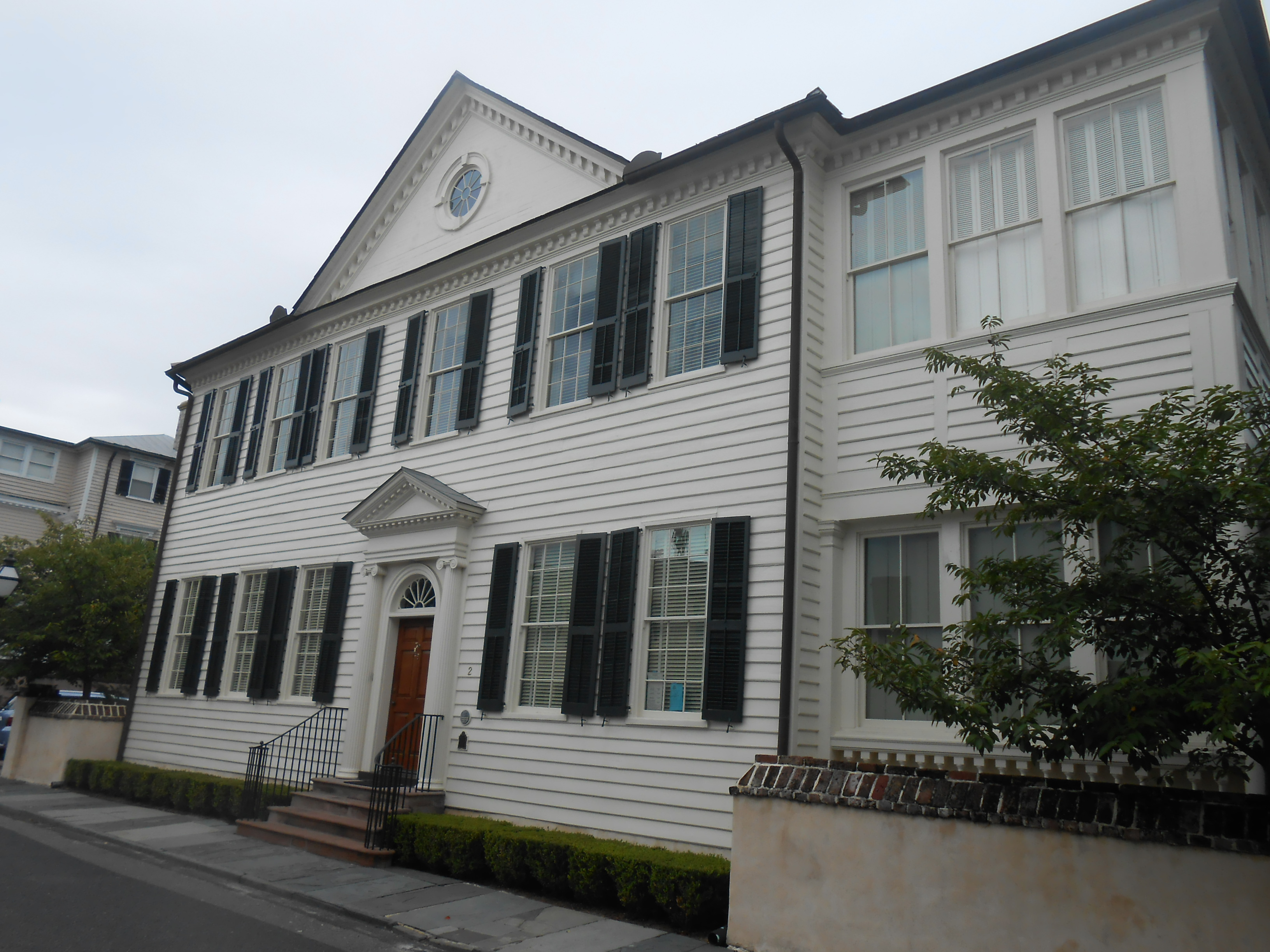
La John Drayton House al n.2 di Ladson St. presso Charleston, in Carolina del Sud, costruita dopo il 1746 da John Drayton, costruttore di Drayton Hall, il quale mostrò chiaramente la sua tendenza a preferire lo stile architettonico palladiano.

Per decenni, la casa si è ritenuta iniziata nel 1738 e completata nel 1742. Nel 2014, l'esame dei legni di cui è composta parte della casa hanno dimostrato che questi vennero derivati da alberi caduti nell'inverno del 1747–48. La casa venne quindi occupata con tutta probabilità solo dagli anni '50 del Settecento. La casa era inserita all'interno di una piantagione di 2,5 km² di superficie totale dove si coltivava indaco e riso e dove lavoravano 13 schiavi, ma che poteva ospitarne sino a 78. Sette generazioni della famiglia Drayton hanno preservato la casa nelle sue condizioni originarie, anche se le ali laterali non sono sopravvissute sino ai nostri giorni: un terremoto distrusse i locali della lavanderia nel 1886 ed un uragano distrusse la cucina nel 1893. John Drayton acquistò gran parte della vicina proprietà da suo nipote, William Drayton, Sr., dopo che quest'ultimo venne costretto a trasferirsi in Florida per lavoro negli anni '70 del XVIII secolo. John Drayton consolidò così le sue proprietà nell'area.

## Descrizione
La casa ha un portico d'ingresso sulla facciata ovest, rivolta verso il fronte del fiume Ashley. Il progetto si presenta molto simile a quello di Villa Cornaro presso Venezia, disegnato appunto dall'architetto italiano Andrea Palladio nel 1551. Il piano terra di Drayton Hall è del resto di stile palladiano, anche se con alcune variazioni rintracciabili nella tavola 38 dell'opera di James Gibbs, A Book of Architecture, pubblicata a Londra nel 1728. L'entrata centrale divide simmetricamente la casa col suo scalone e con un grande salone interno, fiancheggiato su ambo i lati da camere rettangolari e quadrate. I camini a basamento della casa sono stati resi popolari dal lavoro di William Kent. Internamente vi sono dei degli stucchi d'epoca.
Il sito venne dichiarato National Historic Landmark nel 1960.
Il South Carolina Department of Archives and History ha detto di Drayton Hall che è "senza subbio uno dei migliori esempi di case di piantagione sopravvissute in America".
Drayton Hall è gestita dal National Trust for Historic Preservation, che ha aperto al pubblico la casa nel 1977. Internamente si trova un museo dedicato all'economia di piantagione sulla base di quella condotta dai Drayton.

## Galleria d'immagini

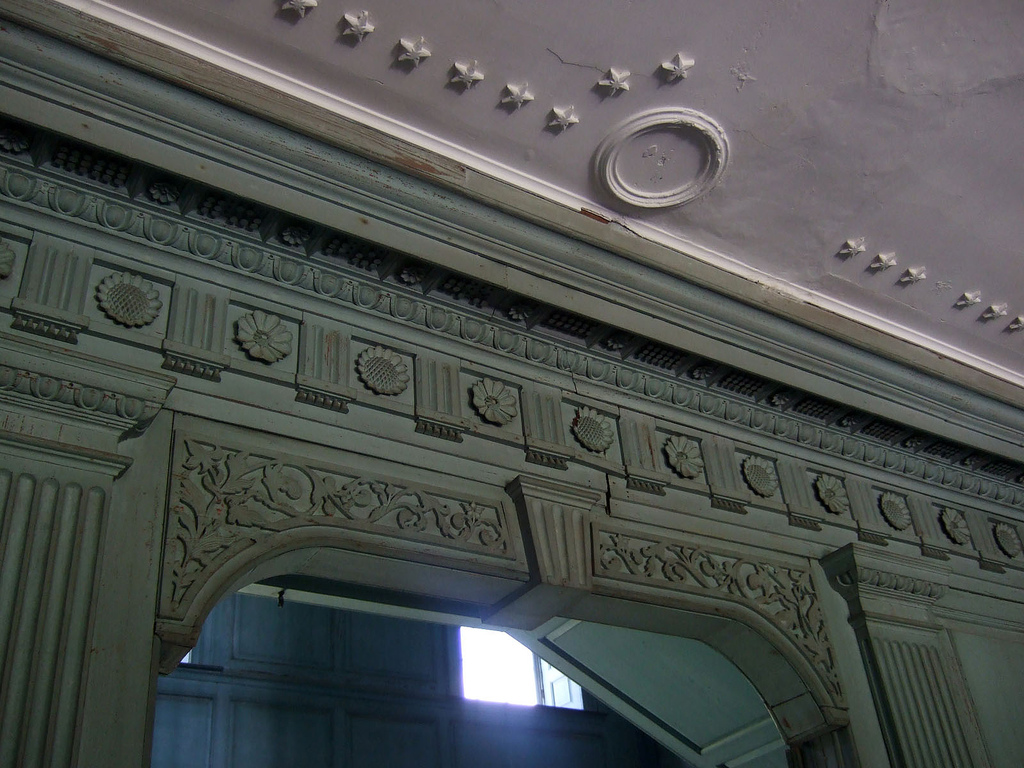
Dettagli dell'interno di Drayton Hall.
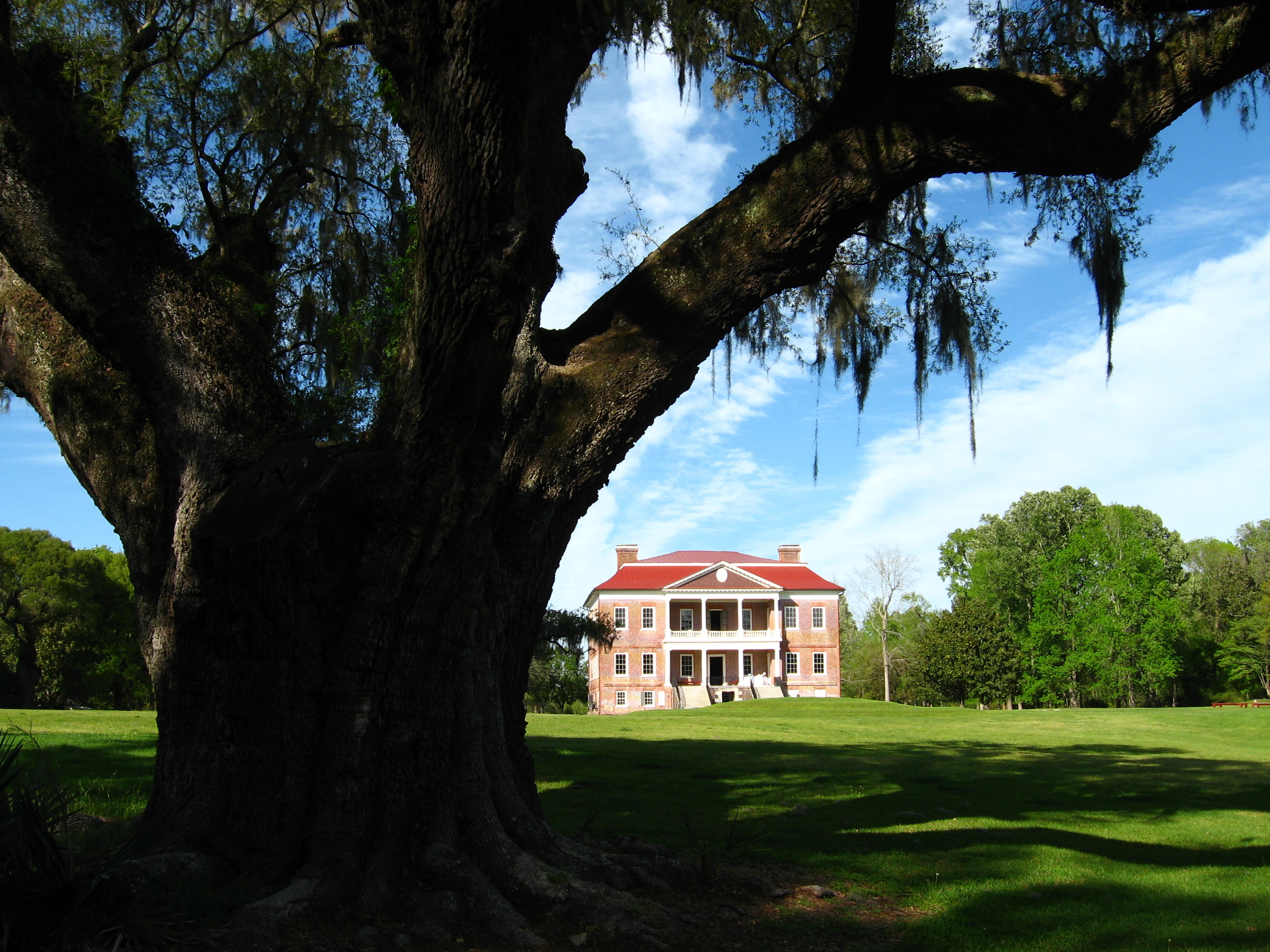
Drayton Hall vista dal retro del giardino.
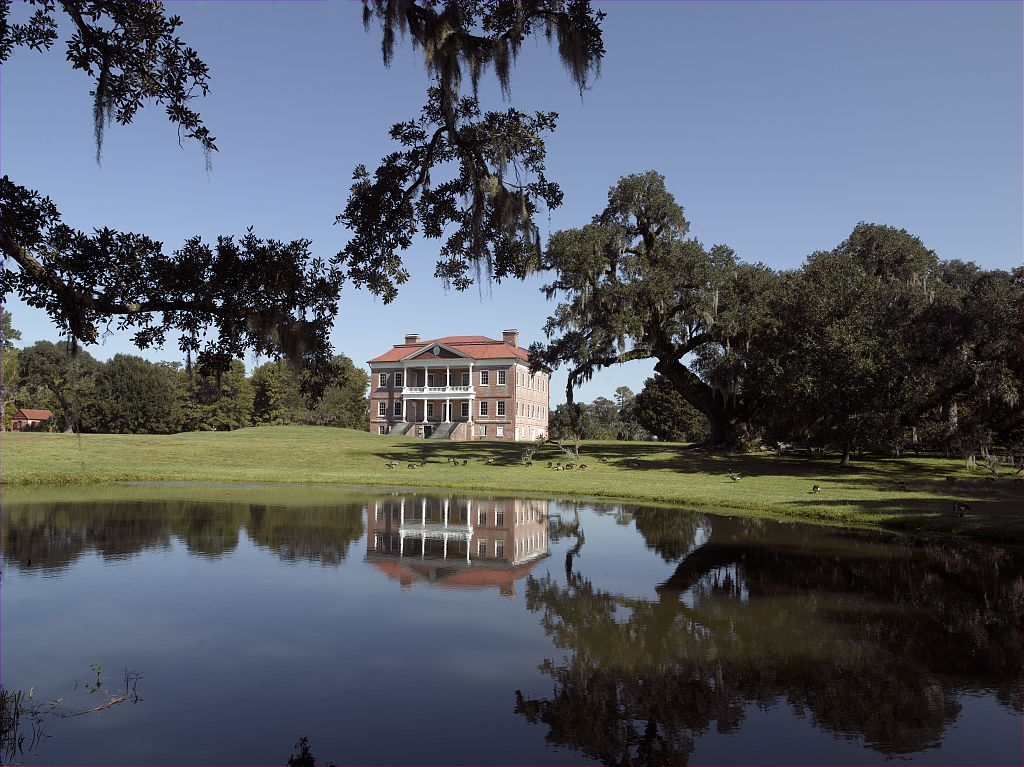
Drayton Hall in una fotografia di Carol M. Highsmith.
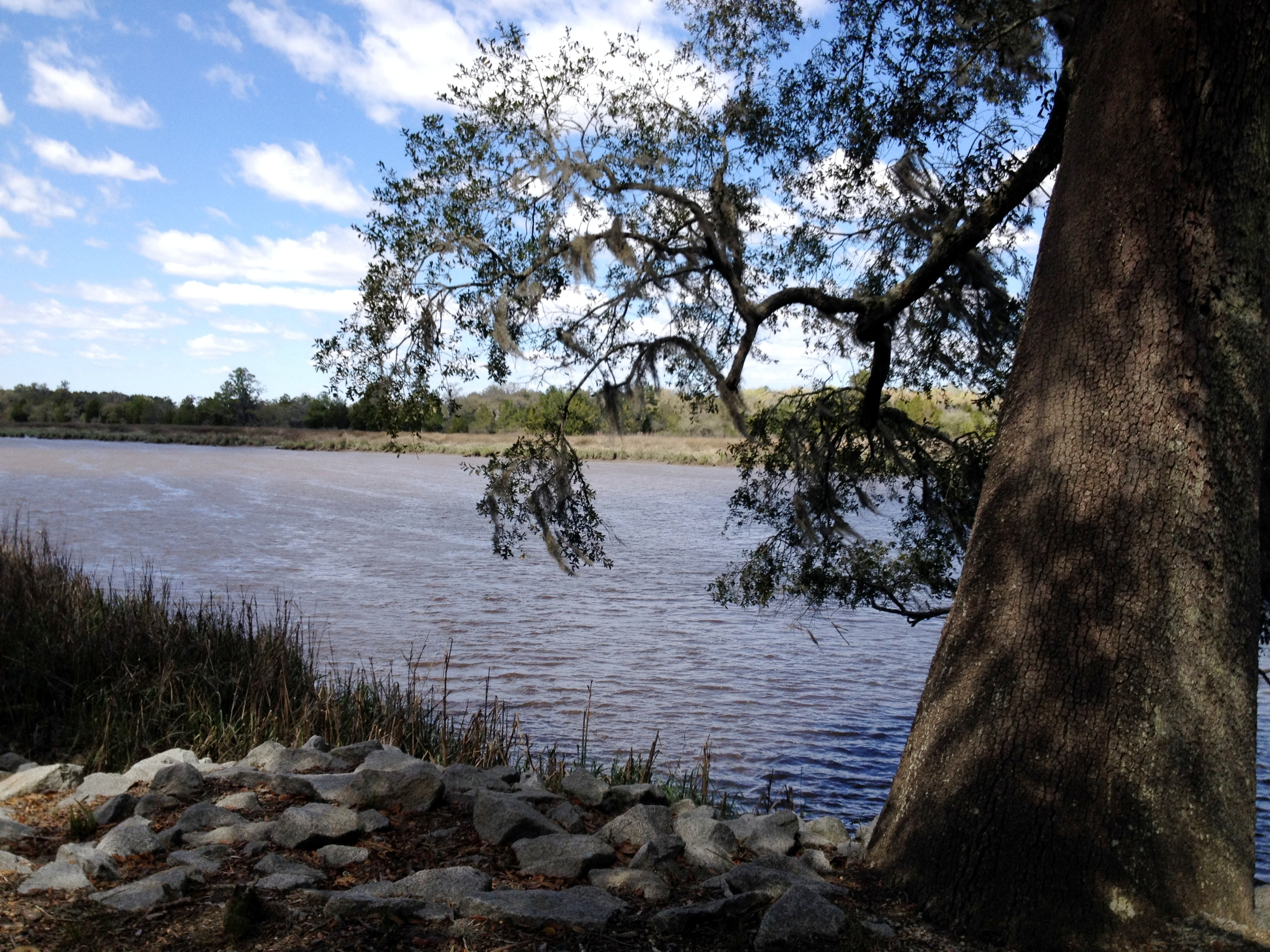
Il fiume Ashley, nei pressi di Drayton Hall
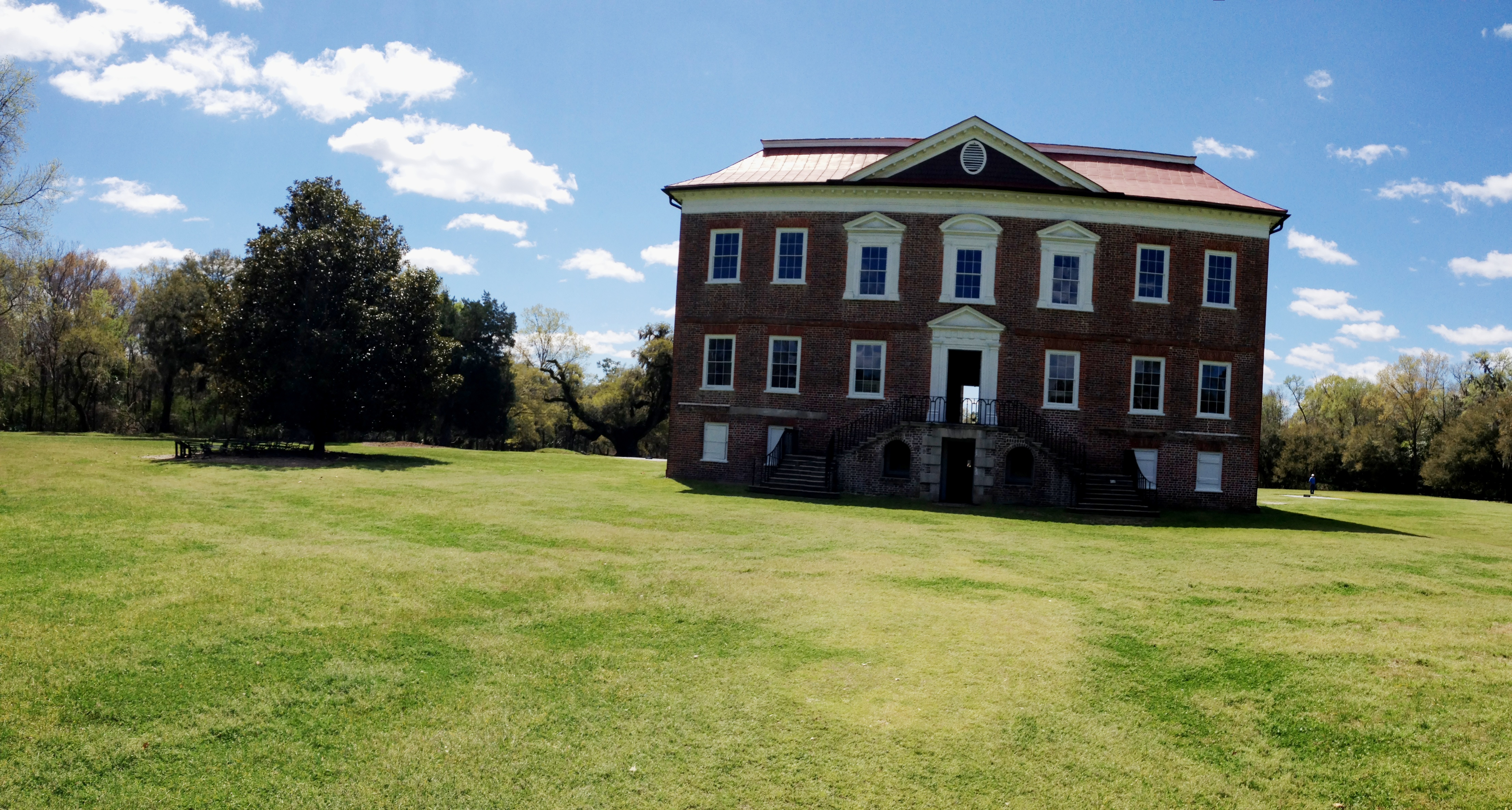
Veduta del retro di Drayton Hall
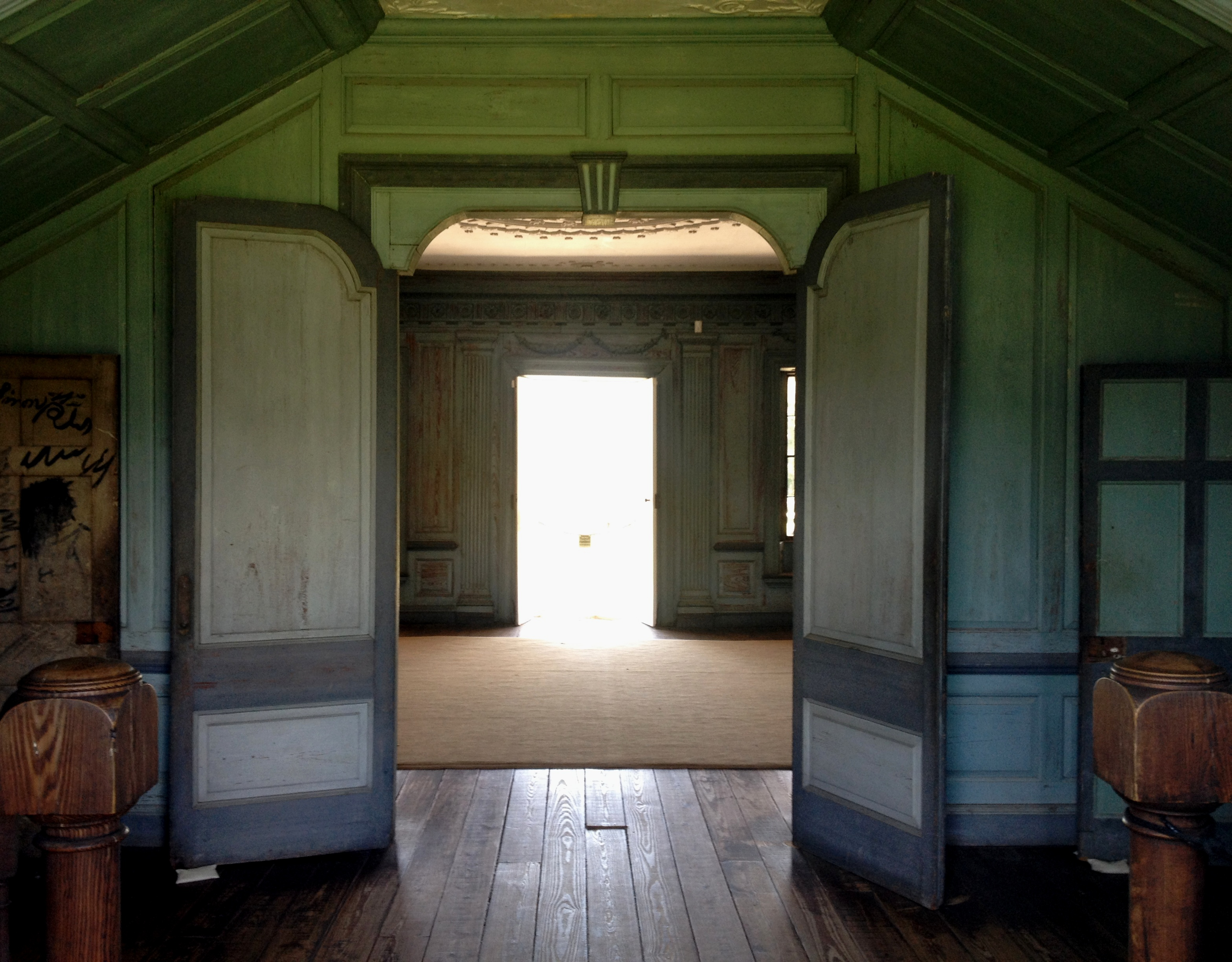
Le due porte dall'interno di Drayton Hall – quella sul fronte e quella sul retro
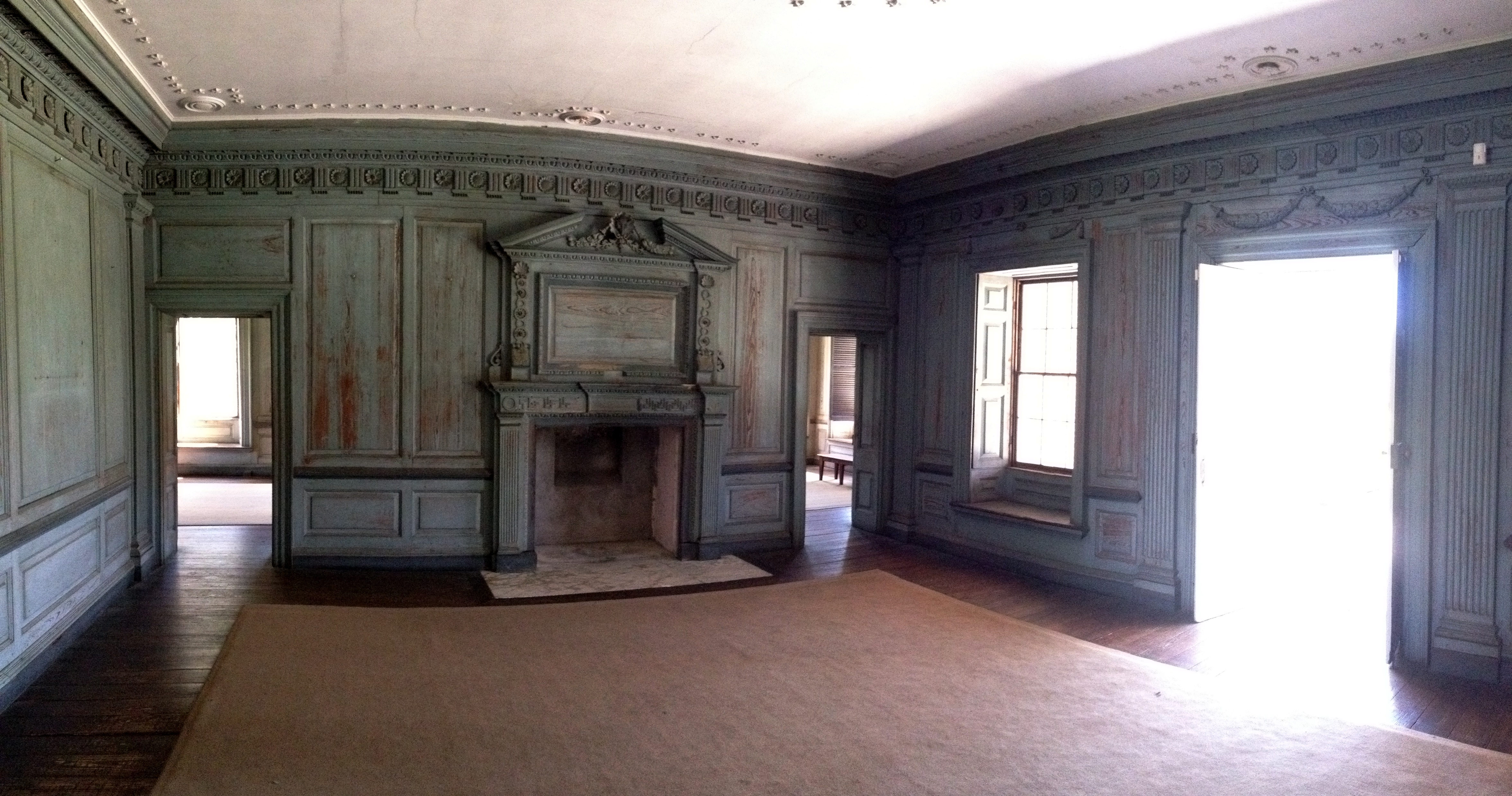
Sala principale di Drayton Hall
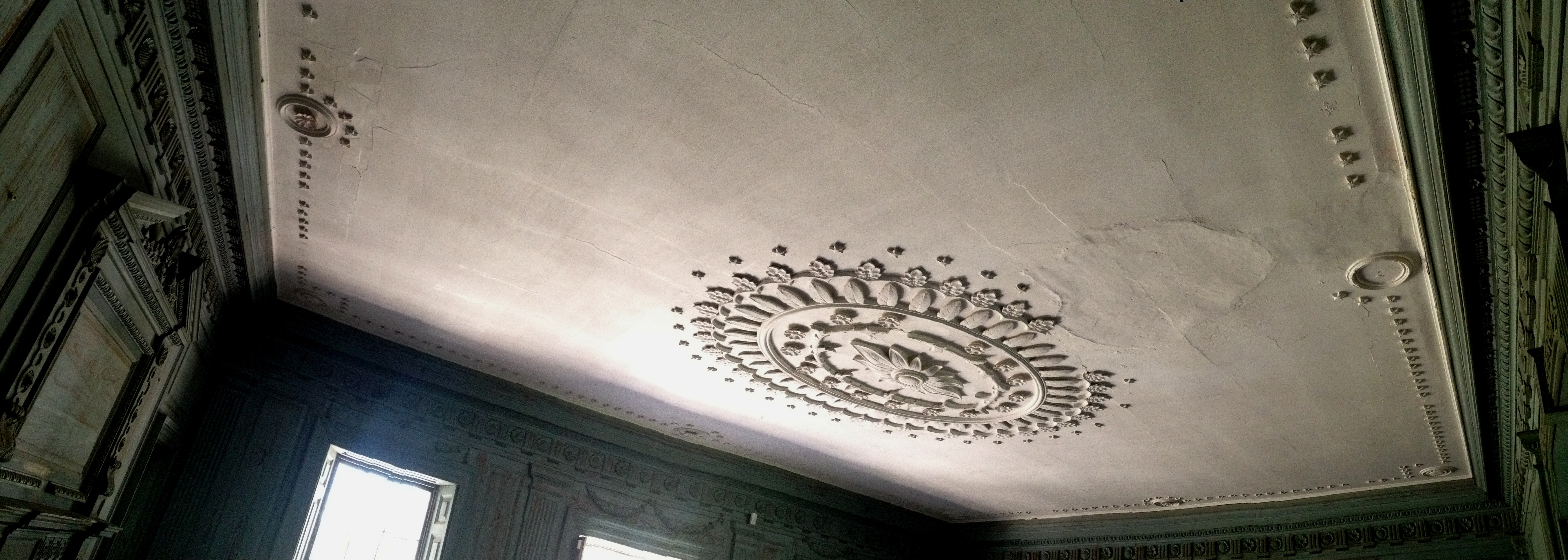
Decorazioni nel soffitto di Drayton Hall
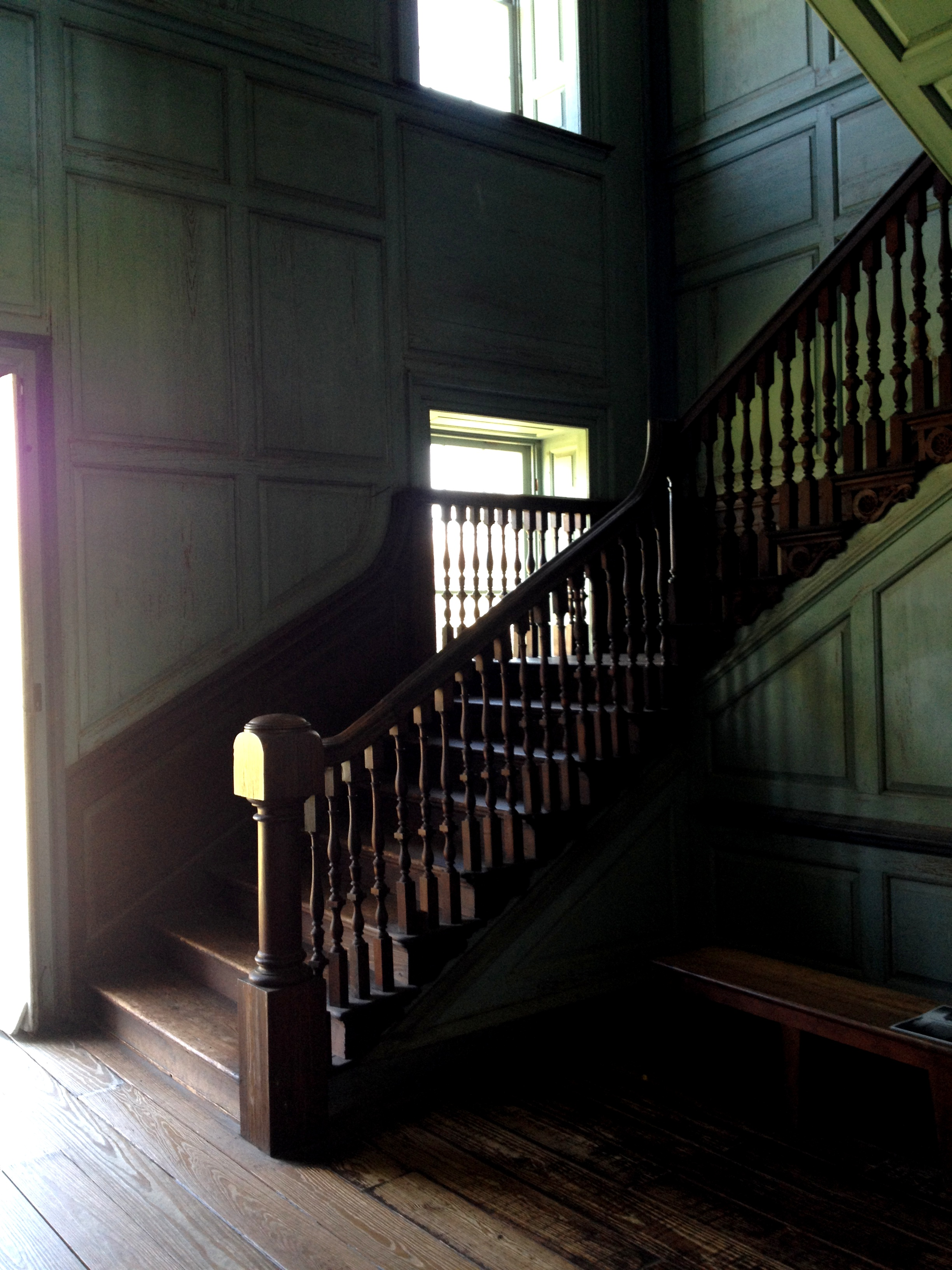
Lo scalone di Drayton Hall
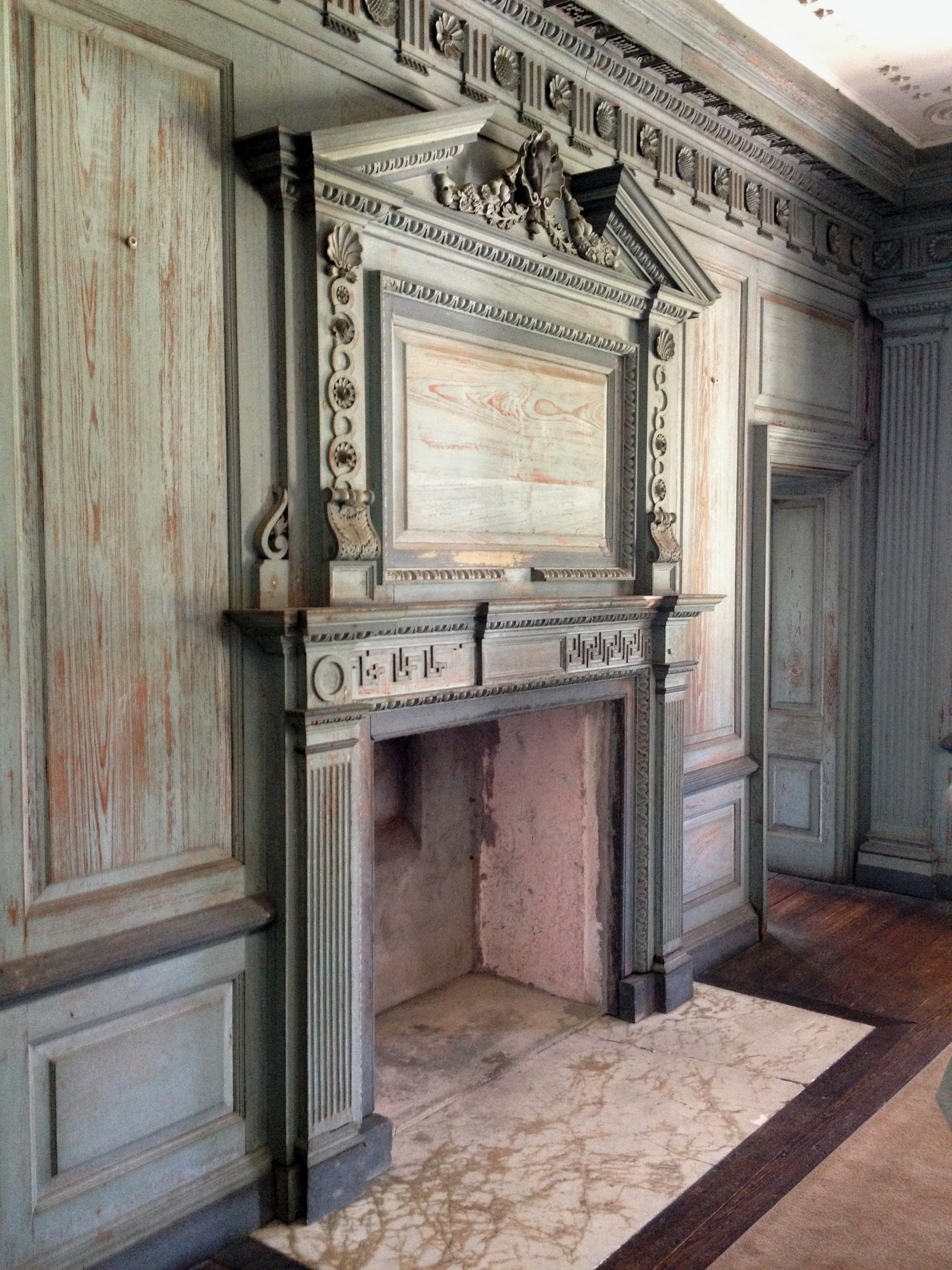
Camino a Drayton Hall